# Machimosaurus
Machimosaurus é um género de crocodilomorfo (grupo que inclui os atuais crocodilos) extinto que existiu do Jurássico Superior ao Cretácico Inferior.
Trata-se de um réptil que atingia mais de 9 metros de comprimento.
Neste género estão incluídas as seguintes espécies válidas:.
- M. hugii tipo Von Meyer, (1837)
- M. mosae Sauvage & Lienard, 1879
- M. nowackianus (von Huene, 1938)
- M. buffetauti Young et al.. 2014

Este género ocorreu em Portugal, comprovado com vestígios em Malhão, Lourinhã, Leiria, Colmeias e Torres Vedras. Os fósseis podem ser vistos no Museu Geológico de Lisboa e no Museu da Lourinhã.